# Кизилжулдизький сільський округ
Кизи́лжулди́зький сільський округ (каз. Қызыл жұлдыз ауылдық округі, рос. Кызылжулдызский сельский округ) — адміністративна одиниця у складі Байзацького району Жамбильської області Казахстану. Адміністративний центр — село Красна Звєзда.
Населення — 6300 осіб (2021; 5070 у 2009, 4593 у 1999, 3653 у 1989).
Станом на 1989 рік існувала Краснозвєздинська сільська рада (села Каратау, Красна Звєзда) Джамбульського району, з 1993 року — Краснозвєздинська сільська адміністрація. 1997 року адміністрації була передана до складу Костюбинського сільського округу Байзацького району. 2001 року село Красна Звєзда утворило окремий Кизилжулдизький сільський округ.

## Склад
До складу округу входять такі населені пункти:
| Населений пункт     | Старі назви | Населення, осіб (1989) | Населення, осіб (1999) | Населення, осіб (2009) | Населення, осіб (2021) |
| ------------------- | ----------- | ---------------------- | ---------------------- | ---------------------- | ---------------------- |
| Красна Звєзда, село | -           | 2302                   | 4593                   | 5070                   | 6300                   |
| --Коктау, село      | -           | 1351                   | -                      | -                      | -                      |